# 나이당깅 투브신바야르
나이당깅 투브신바야르(몽골어: Найдангийн Түвшинбаяр, 1984년 6월 1일~)는 몽골의 유도 선수, 체육행정인이다. 몽골 최초의 올림픽 금메달리스트로 2008년 하계 올림픽 남자 하프헤비급에서 금메달을 획득했다. 2012년 하계 올림픽에서는 은메달을 획득했고, 세계 선수권 대회에서 동메달 2게, 아시안 게임 금메달 1개, 아시아 선수권 대회 금메달 1개, 은메달 1개, 동메달 1개를 획득했다. 또한 유도 그랜드슬램 1회 우승, 유도 그랑프리 우승 3회 달성했다.
몽골 최초의 올림픽 금메달리스트가 되어 몽골의 국민적 영웅으로 여겨졌으며, 여러 광고 모델과 방송 활동을 했으며, 은퇴 후인 2020년 몽골 국가 올림픽 위원회 회장으로 취임했으나 2021년에 친구를 폭행 후 사망하게 하여 16년 형을 선고 받고 투옥되었다.

## 초기 경력
볼강주에 위치한 사이항구의 한 가정에서 7형제 중 막내로 태어났다. 어릴 때부터 몽골 전통 씨름인 부흐를 익혔으며 초등학교 5학년 때부터 유도를 접했으나 2000년에 본격적으로 유도를 수련하였다. 2003년 몽골 주니어 유도 선수권 대회 -90kg급에서 우승하였으며 2004년에는 몽골 청년 유도 대회에서 우승하여 유도 선수로서의 두각을 나타냈다. 2006년에는 몽골 국가대표 선수로 처음 발탁되었고, 같은 해 9월에 자신의 첫 국제 대회인 자국 몽골의 울란바토르에서 개최된 2006년 동아시아 선수권 대회 -100kg급에 참가했다. 투브신바야르는 이 대회에서 일본의 쇼다 히데카즈와 함께 대한민국의 홍성현과 중국의 웨이샹쥔의 뒤를 이어 공동 동메달을 획득하여 국제 대회 첫 출전임에도 상위 성적을 기록하였다.
같은 해 12월에 카타르 도하에서 열린 2006년 아시안 게임 -100kg급에 참가하였으며, 첫 상대인 대한민국의 백철성에게 패하여 패자부활전에서 진출했다. 패자부활전에서 쿠웨이트의 칼리드 알에네지와 태국의 타랄랏 수티푼를 누르고 동메달 결정전에 진출했으나 동메달 결정전에서 카자흐스탄의 옐도스 이흐산갈리예프에게 패하여 5위를 기록하면서 자신의 첫 아시안 게임을 마쳤다. 아시안 게임 직후 대한민국 수원에서 열린 2006년 세계 대학 유도 선수권 대회에 참가하여 -100kg급에서 헝가리의 허드피 다니엘와 함께 일본의 아나이 다카마사와 프랑스의 티에리 파브르의 뒤를 이어 공동 동메달을 획득했다,
2007년 2월에는 태국 방콕에서 열린 2007년 하계 유니버시아드에 몽골 국가대표로 참가하였다. -100kg급에서 라트비아의 콘스탄틴스 센치힌스, 중국의 왕펑페이, 대한민국의 김정훈를 차례로 꺾었으며, 준결승전에서 일본의 아나이에게 패했다. 이후 동메달 결정전에서 리투아니아의 에기디유스 질린스카스에게 패하여 조지아의 아담 오크루아슈빌리와 함께 공동 5위를 기록했다. 같은 해 5월에는 쿠웨이트의 쿠웨이트시티에서 열린 2007년 아시아 선수권 대회에 참가하여, -100kg급에 출전, 중화 타이베이의 장웨이즈, 아프가니스탄의 모함마드 타우피크 바흐시, 키르기스스탄의 아크람잔 마라지코프, 이란의 아바스 팔라흐를 차례로 꺾고 결승에 올랐다. 결승전에는 2006년 세계 대학 선수권 대회에서 만났던 일본의 아나이에게 패하여 자신의 첫 아시아 선수권 대회는 은메달로 마무리했다. 
이후 9월에는 브라질 리우데자네이루에서 열린 2007년 세계 선수권 대회에 참가하여 세계 선수권 대회 첫 출전을 이뤘다. 그는 -100kg급과 무제한급에 출전했으며, -100kg급 경기에서는 첫 상대인 이탈리아의 프란체스코 레프레를 꺾었으나 다음 상대인 우크라이나의 비탈리 부본에게 패하여 탈락했다. 무제한급에서는 조지아의 즈비아드 한잘리아슈빌리와 이란의 사이드마흐무드 미란를 상대로 승리하며 8강에 진출했으며, 8강에서 벨라루스의 유리 리바크에게 패하여 패자부활전으로 진출했다. 패자부활전에서는 대한민국의 유광선과 아제르바이잔의 뫼블루트 미랠리예프를 꺾으며, 동메달 결정전에 진출했다. 동메달 결정전에서는 우즈베키스탄의 아브둘로 탄그리예프에게 패하여 브라질의 다니에우 에르난지스와 공동 5위로 대회를 마쳤다.
2008년 4월에는 대한민국 제주에서 열린 2008년 아시아 선수권 대회 -100kg급에 참가하였고, 투르크메니스탄의 후다이베르디 사하토프와 인도의 야슈팔 솔란키를 꺾으며 준결승에 올랐다. 이후 준결승에서 카자흐스탄의 아스하트 짓케예프에게 패했고, 동메달 결정전에서 일본의 다케야 도모키를 누르며 동메달을 획득했다.

## 올림픽 금메달
2008년 8월 자신의 첫 올림픽인 중국 베이징에서 열린 2008년 하계 올림픽 -100kg 체급에 출전하여 올림픽에 참가한 몽골 선수 최초로 금메달을 획득하였다. 1회전에서 우승 후보이자 2004년 하계 올림픽 금메달리스트인 일본의 스즈키 게이지를 한판승으로 꺾었으며 이후 독일의 베냐민 베를라와 대한민국의 장성호, 아제르바이잔의 미랠리예프를 차례로 꺾으며 결승전에 진출했다. 결승전에서는 같은 해 아시아 선수권 대회에서 자신을 꺾었던 카자흐스탄의 짓케예프를 만나 절반 1개, 유효 2개를 따내며 우승을 확정했다. 
투브신바야르가 금메달을 획득하자 그의 고국은 나라 전체가 축제 분위기가 되었다. 몽골 각 가정 마다 국기를 내걸었고 국민들이 거리로 뛰어나와 국가를 부르며 차량 경적을 울리고 시민들은 축하의 괴성을 지르고 낯선 사람도 서로 부둥켜 안는 등 감격과 기쁨을 만끽하였다. 6월 29일에 열렸던 몽골 총선 이후에 부정 선거 논란으로 갈등의 골이 깊어진 몽골 인민혁명당과 몽골 민주당의 정치인들이 잠시 정쟁을 잊고 수흐바타르 광장에 모여 기뻐하는 군중들 앞에서 서로 악수를 나누고 축배와 국가를 부려며 축하하기도 하였다. 일본에서 스모 선수로 활약하고 있는 요코즈나인 돌거르수렝깅 다그와도르지와 믕흐바팅 다바자르갈도 투브신바야르의 금메달 소식에 감동을 받았다고 밝혔다.
몽골 첫 금메달이라는 공로로 투브신바야르는 수많은 상금과 혜택을 얻었다. 몽골의 대통령 남바링 엥흐바야르는 긴급 대통령령을 발효하여 몽골 최고의 영예인 몽골 노동영웅 훈장과 큰 공로를 세운 몽골 체육인에게 주는 공훈체육인 칭호를 동시에 수여하였으며 몽골 정부에서도 자동차 2대를 선물했다. 투브신바야르는 몽골에서 행운의 숫자로 여기는 9만 들어간 전화 번호 '9999-9999'의 주인이 되었고 몽골 정부로부터 10만 달러, 현지 금 채굴 회사로부터 순금 5kg, 광산 회사로부터 12만 달러을 상금으로 받았으며 여러 건축 회사로부터 아파트를 제공 받았다. 몽골의 국영 항공사인 MIAT 몽골 항공에서는 투브신바야르의 국제 대회 왕복 교통비를 100% 부담이라는 혜택을 부여했으며, 통신사에서는 휴대 전화 비용이 4년 간 면제되는 혜택을 부여했다.

## 올림픽 이후의 경력
2008년 말 오른쪽 무릎에 부상이 생겨 미국 뉴욕에서 수술을 받고 재활 훈련을 거쳐 2009년 하반기에 복귀하였다. 투브신바야르의 복귀전은 2009년 12월 홍콩에서 열린 2009년 동아시아 경기 대회이며, +100kg급에서 김수완과 함께 동메달을 획득하였다. 
2010년 오스트리아 빈에서 열린 유도 월드컵에서는 7위를 하고, 뒤셀도르프 유도 그랑프리와 프라하 유도 월드컵에서는 1회전, 튀니스 그랑프리에서는 2회전에서 패하는 등 성적이 부진하였으나 2010년 7월에 열린 울란바토르 유도 월드컵에서는 우승을 하였다. 같은 해 8월 2010년 세계 선수권 대회에서는 5위를 하였다.